# Oakville (Missouri)
Oakville é uma Região censo-designada localizada no estado americano do Missouri, no Condado de St. Louis.

## Demografia
Segundo o censo americano de 2000, a sua população era de 35.309 habitantes.

## Geografia
De acordo com o United States Census Bureau tem uma área de 46,8 km², dos quais 41,6 km² cobertos por terra e 5,2 km² cobertos por água. Oakville localiza-se a aproximadamente 177 m acima do nível do mar.

## Localidades na vizinhança
O diagrama seguinte representa as localidades num raio de 12 km ao redor de Oakville.